# Михайлов, Михаил Пантелеймонович
Михаил Пантелеймонович Михайлов (1 ноября 1857, Одесса, Херсонская губерния, Российская империя — после 14 декабря 1917) — русский военачальник, генерал-майор. Герой Русско-японской и Первой мировой войн.

## Биография
Второй сын прапорщика (с 1862 — подпоручика) Одесского батальона Карантинной стражи, выходца из солдатских детей Пантелеймона Авраамовича Михайлова (1816—1891) и Аграфены Михайловой, урождённой Сидоровой (1827—1887). Православный.
Получил домашнее образование.
В 1873 проживал с родителями по адресу: Одесса, ул. Базарная, 33.
В службу вступил 31 августа 1873 юнкером. Окончил Одесское пехотное юнкерское училище по 2-му разряду. Подавал прошение на Высочайшее имя о зачислении в 60-й пехотный Замосцкий полк, однако был зачислен в 59-й пехотный Люблинский полк, расквартированный в г.Одесса.
Прапорщик со старшинством 19 ноября 1876. Исполнял должности жалонёрного офицера (30 июня — 17 сентября 1878), делопроизводителя полкового суда (17 сентября 1878 — 26 июня 1879), заведывающего оружием (26 июня 1879 — 7 августа 1883). Подпоручик (17 ноября 1879). Поручик за отличие (18 апреля 1882). Полковой казначей (7 августа 1883 — 2 октября 1889). Штабс-капитан (15 марта 1886). Командующий нестроевой ротой (2 октября — 24 ноября 1889), 5-й ротой (24 ноября 1889 — 14 февраля 1895). Командир Одесской учебной сводно-морской роты (20 июня — 22 августа 1892). Капитан за отличие (15 марта 1892).
Подполковник за отличие (26 февраля 1897) с переводом в 28-й пехотный Полоцкий полк, расквартированный в Петрокове. 9 июля 1897 г. по собственному желанию переведен в 60-й пехотный Замосцкий полк, расквартированный в Одессе. На январь 1897 г. проживал с семьей по адресу Новобазарный переулок, 18/2, кв.8.
Командующий 2-м батальоном (27 февраля-1 октября 1898), 3-м батальоном (1 октября 1898). Командирован на о. Крит (11 октября 1898), командир 3-го батальона (21 марта 1899), член суда общества офицеров на о. Крит (9 сентября 1899). По итогам 1898 г. удостоен благодарности контр-адмирала Н.И.Скрыдлова за участие в умиротворении Крита. Командовал батальоном 4 года 8 месяцев (согласно Списку Полковникам… на 1906 — 4 года 8 месяцев 9 дней, согласно Списку Полковникам… на 1914 — 4 года 9 месяцев).
Заведывающий хозяйством 60-го пехотного Замосцкого полка (7 апреля 1902 — 25 июня 1905)
Полковник за отличие (6 декабря 1903, со старшинством 15 января 1904).

## Русско-японская война
17 сентября 1904 года во время смотра в Одессе император Николай II вручил полковнику Михайлову икону Нерукотворного Спаса, благословив тем самым 60-й пехотный Замосцкий полк на участие в русско-японской войне.
3 октября 1904 года в составе полка полковник Михайлов направился на театр военных действий и 13 ноября прибыл в Харбин.
Боевым крещением офицера стало Мукденское сражение. В ходе боев проявил себя грамотным и умелым военачальником. 1 февраля 1905 г. назначен командующим полком, сменив в должности командира — полковника Александра Францевича Антоновича. С 17 февраля 1905 года сражался в составе отряда генерал-майора М. Г. Голембатовского. Принимал участие в ряде дел и сражений в конце февраля 1905 года.
17 февраля полком была взята деревня Пейтхоза (потери: 5 офицеров убито, 10 ранено, 9 контужено; 26 нижних чинов убито, 321 ранен, 25 пропало без вести).
21 февраля полк участвовал в обороне деревни Сяосатоза, оказав помощь 7-му и 8-му стрелковым полкам. Потери японцев — 700 убитых, потери полка — 1 офицер ранен, 12 нижних чинов убито, 104 ранено, 19 пропало без вести.
22 февраля полковник Михайлов был назначен командиром оборонительного отряда в составе трёх батальонов 60-го пехотного Замосцкого полка, 1-го стрелкового полка, двух рот 55-го пехотного Подольского полка, дивизиона 31-й артбригады, двух поршневых батарей 3-го Сибирского артдивизиона и 5-го стрелкового артдивизиона.
23—24 февраля полк оборонял деревню Сатхозу, отбив четыре ночных атаки японцев, подходивших к русским позициям на сто шагов, причем японцы были под воздействием алкоголя и наркотиков.
С 21 апреля по 23 августа 1905 года полк в составе передового отряда у Сыпингая.
За заслуги на поле боя получил орден Святой Анны 2-й степени c мечами, орден Святого Владимира 3-й степени с мечами, «за отличия, оказанные в войну с Японией» — Золотое оружие с надписью «За храбрость», неоднократно удостаивался личной благодарности генералов Мылова, Церпицкого и Куропаткина. 60-й пехотный Замосцкий полк вернулся в Одессу, имея в рядах 460 Георгиевских кавалеров.
По мнению краеведа П. Ожигова, в 1910 году в честь М. П. Михайлова был назван посёлок Михайловский Безенчукского уезда Саратовской губернии, существовавший до 1925 года, рядом с которым располагались поселки Макаровский, Варяжский и Корейский, также названные в честь событий Русско-японской войны.
Командир 60-го пехотного Замосцкого полка (25 июня 1905 — 24 декабря 1911), расквартированного в Одессе.
24 декабря 1911 года получил перевод на должность командира 74-й пехотного Ставропольского полка, расквартированного в Умани. Командовал им до 23 июня 1914 года.
Генерал-майор (23 июня 1914) с назначением командиром 1-й бригады 18-й пехотной дивизии, расквартированной в Люблине. В бригаду входили 69-й пехотный Рязанский полк и 70-й пехотный Ряжский полк. 18-я пехотная дивизия входила в 14-й армейский корпус.

## Первая мировая война
С началом войны 14-й армейский корпус входил в силы прикрытия на фронте Маняки, Вилколаз, Быхово.
В течение августа-сентября 1914 года бригада генерала Михайлова вела тяжелейшие бои в районах Красник, Люблин, Тарнавка, Опатов, Козеницы. 18—19 октября — Варшавско-Ивангородская операция: на её завершающем этапе бригада особо отличилась в Келецком сражении, прорвав фронт двух австро-венгерских дивизий возле города Опатов. За это М. П. Михайлов получил орден Святого Станислава 1-й степени с мечами.
В декабре 1914 года бригада вела тяжёлые бои на реке Пилица в районе Иновлодзь, за которые М. П. Михайлов получил орден Святой Анны 1-й степени с мечами.
С 21 февраля 1915 года генерал Михайлов — единственный командир бригады 18-й пехотной дивизии. 18 мая 1915 года Николай II предоставил М. П. Михайлову звание почётного старика станицы Ставропольской Кубанского казачьего войска.
В течение первой половины 1915 года бригада с переменным успехом вела бои в районе Любачев, Перемышль, Танев, Красностав, Влодава. 19 июня 1915 года М. П. Михайлов получил в бою контузию головы и ушиб всего тела при падении с лошади.
В августе 1915 года бригада отступила из Польши в Белоруссию, где в сентябре-октябре активно участвовала в Виленской операции. Особенно успешными действия бригады были во время освобождения Вилейки. За бои на этом участке 10 сентября 1915 года М. П. Михайлов получил орден Святого Владимира 2-й степени с мечами. В ходе осенних боёв 1915 года бригада была полностью обескровлена — её численность не превышала 2 тысяч офицеров и нижних чинов.
21 октября 1915 года бригада перешла к позиционной войне в районе озера Дрисвяты.
На протяжении месяца, до 23 ноября 1915 года, генерал Михайлов был исправляющим должность командующего 70-й пехотной дивизией. В этот день сдал командование дивизией генерал-майору барону Алексею Павловичу фон Будбергу, который в своих воспоминаниях характеризует Михайлова как «славившегося на всю армию своей распорядительностью и ежовыми рукавицами», но одновременно называет его «стремительно-бурбонистым и слепо исполнительным службистом», «слепым исполнителем несложных и на 100 процентов определённых обязанностей».
В феврале 1916 года бригада перешла из района Двинска в район Якобштадта. В ночь с 5 на 6 марта 1916 года участвовала в наступательной Нарочской операции, пытаясь освободить Видзы, однако понесла значительные потери и не смогла выполнить поставленную задачу.
В течение 1916 года бригада вела бои местного значения в районе Двинска и Якобштадта. В июне, июле, ноябре 1916 г. М. П. Михайлов неоднократно исправлял должность командующего 18-й пехотной дивизией.
Командующий 138-й пехотной дивизией (с 11 декабря 1916 года). В состав дивизии входили 549-й пехотный Борисовский, 550-й пехотный Игуменский, 551-й пехотный Велико-Устюжский и 552-й пехотный Сольвычегодский полки. Дивизия была сформирована при 14-м армейском корпусе и принимала участие в боевых действиях местного значения на Северном фронте, в районе Якобштадта и Двинска, будучи в составе 37-го и 19-го армейских корпусов.
В ночь с 9 на 10 апреля 1917 года в Двинске был обезоружен и арестован солдатами 551-го полка, подвергся оскорблениям и был отправлен на крепостную гауптвахту. Днем 10 апреля освобождён, однако 13 апреля приказом командующего 5-й армией был отстранён от исполнения обязанностей.
25 апреля 1917 года генерал М. П. Михайлов сдал командование дивизией генерал-майору Антону Эдуардовичу Листовскому и был зачислен в резерв чинов при штабе Двинского военного округа. После Февральской революции был лишён звания почётного старика станицы Ставропольской Кубанского казачьего войска.
На 14 декабря 1917 года — в резерве чинов при штабе Одесского военного округа.
Согласно неопубликованным мемуарам С. В. Симоновича (Колумбийский университет, США), 12 марта 1918 г. должен был быть арестован и расстрелян в числе других 40 генералов и старших офицеров Одесского военного округа, однако бегство большевиков из Одессы сорвало этот план.
Дальнейшая судьба неизвестна.
В журнале «Часовой» в перечне воспитанников Одесского военного училища, «здравствовавших до последней войны», упоминается и М. П. Михайлов, проживавший «в России, в тягчайших условиях борьбы за существование». Со ссылкой на эту публикацию в двухтомной энциклопедии К. А. Залесского «Первая мировая война» указана дата смерти М. П. Михайлова «1939/41, СССР».

## Семья
Брат — Никита Пантелеймонович Михайлов (28.5.1850, Одесса — ?)
Сестра — Татьяна Пантелеймоновна Михайлова (1853, Одесса — ?). Замужем с 1869 г. за священником о. Константином Диковским (1849 — после 1914).
Сестра — Прасковья Пантелеймоновна Михайлова (11.10.1861, Одесса — ?). Замужем с 1882 г. за поручиком 59-го пехотного Люблинского полка (с 1905 г. — полковником) Ананием Васильевичем Максимовичем (1855, Одесса — 1929, Шипка, Болгария).
Генерал-майор М. П. Михайлов был женат на потомственной дворянке, дочери отставного майора Эвелине Александровне Загорской (1864 - ?), римско-католического вероисповедания.
Дочери:
Евгения Михайловна (21.7.1886, Одесса — ?). 24 марта 1922 г. приняла участие в Новгородском общегородском собрании верующих, на котором произнесла речь, призывающую горожан не отдавать Советской власти церковные ценности. Была арестована и 28 мая 1922 г. приговорена Новгородским губернским ревтрибуналом к расстрелу. По ходатайству юридической комиссии Политического Красного Креста в Президиум ВЦИК расстрел был заменен ссылкой в Сибирь. Дальнейшая судьба Е. М. Михайловой неизвестна. Никаких сведений о ней в Центральном архиве ФСБ и Главном информационно-аналитическом центре МВД РФ не сохранилось.
Лидия Михайловна (1.5.1889, Одесса — 4.12.1970, Париж, похоронена на кладбище Сент-Женевьев-де-Буа). Замужем за Макарием Севастьяновичем Корниловым (1875 (согласно дате на надгробии) или 1880 (согласно послужному списку) − 1950), прапорщиком (1905), на 1915 г. — подпоручиком 60-го пехотного Замосцкого полка, в эмиграции почетным старостой и попечителем храма Знамения Божьей Матери в Париже, кавалером ордена Почетного Легиона. Жила в Париже на рю де Севри, 10.
Наталия Михайловна (16.3.1891, Одесса — 3.6.1968, Париж, похоронена на кладбище Сент-Женевьев-де-Буа). В первом замужестве Весле, во втором — Горда. Оперная певица (сопрано). Артистка Одесской оперы. С 1923 г. участвовала в концертах Общества друзей «Вечернего времени», Союза русских сценических и кинематографических деятелей, Тургеневского артистического общества и др. Выступала на благотворительных вечерах и балах, в том числе Одесского землячества, Союза русских офицеров, Союза русских инженеров и др. C 1929 г. — артистка Русской оперы в Париже. Второй муж — доброволец, первопоходник (кавалер знака «За Ледяной поход» № 1996) Василий Павлович Горда (1898—1968). Жила в Париже на рю Лекурб, 253.

## Награды
- орден Святого Станислава 3-й степени (16 апреля 1888)
- орден Святой Анны 3-й степени (23 марта 1894)
- орден Святого Станислава 2-й степени (28 января 1900)
- орден Святого Владимира 4-й степени с бантом за 25 лет выслуги (1901)
- орден Святого Владимира 3-й степени с мечами (11 февраля 1906)
- орден Святой Анны 2-й степени с мечами (11 мая 1906)
- Золотое оружие «За храбрость» (16 февраля 1907)
- Высочайшее благоволение (25 апреля 1912)
- орден Святого Станислава 1-й степени с мечами (26 октября 1914)
- орден Святой Анны 1-й степени с мечами (3 марта 1915)
- орден Святого Владимира 2-й степени с мечами (27 сентября 1915)
- Высочайшее благоволение (8 января 1916)

## Архивы
- Российский Государственный Военно-исторический архив, ф.409, оп. 1, д. 131381, п.с.79-945/3
- Российский Государственный Военно-исторический архив, ф.400, оп.9, д.13455, л.72-72об
- Российский Государственный Военно-исторический архив, ф.407, оп.1, д.99, л.141
- Государственный архив Краснодарского края, ф.396, оп.1, д.10988, лл.61-65об